# 墨勒阿革洛斯 (將軍)

墨勒阿革洛斯 （希臘語： ; ?—前323年），涅俄普托勒摩斯之子，並且是亞歷山大大帝麾下傑出的馬其頓將領。

## 亞歷山大大帝將領
墨勒阿革洛斯首次在前335年於歷史上登場，他當時參與亞歷山大遠征蓋塔人（Getae）的戰爭，之後在前335年的格拉尼庫斯河戰役中率領一營（ταξεις）的馬其頓方陣步兵，並在整個遠征期間擔負這個軍職。他曾經與科那斯、塞琉古之子托勒密一同帶著新婚的馬其頓士兵從卡裏亞返鄉過冬，並在來年，即前333年夏天與亞歷山大於戈爾迪烏姆會合。
他也參與之後的伊蘇斯戰役、高加米拉戰役，並與克拉特魯斯一同把據守波西斯要道的阿契美尼德帝國軍隊逐出。他同樣在希達斯皮斯河戰役前夕奉命進行渡河計畫，以及參與許多在印度的作戰。
然而，儘管墨勒阿革洛斯在亞歷山大麾下一段很長的作戰時間，但他並沒有獲得較高或是受到亞歷山大更信任的地位，同時他也沒被賦予較重要的獨立作戰任務。

## 亞歷山大逝世
前323年亞歷山大逝世，但亞歷山大並沒有留下明確的繼承人，使得軍中步兵和騎兵的軍官團爆發嚴重爭吵，而步兵派的首要領導人物即是墨勒阿革洛斯，他首先提議以阿里達烏斯或是亞歷山大私生子海格力斯立為國王，他反對等待亞歷山大的王后羅克珊娜未出世的孩子出生時才決定。相反地，魯夫斯則是描述，當時是騎兵派以及亞歷山大的重要夥友想把王后羅克珊娜未出世的孩子為王，但墨勒阿革洛斯暴怒且咆嘯反對佩爾狄卡斯這個意見，在爭吵下憤而退出協商，並使雙方近乎準備開戰。西西里的狄奧多羅斯則是說起初軍官團派墨勒阿革洛斯去安撫士兵的情緒，但他最後卻加入他們，並提出意見。
無論如何，墨勒阿革洛斯被認為是佩爾狄卡斯和其支持者的反對派代表，可說是當時步兵派的領導人物，並支持以阿里達烏斯繼承王位。當時情勢相當緊張，佩爾狄卡斯甚至把騎兵帶出巴比倫城，自己在城外立營。這場爭議最後在歐邁尼斯周旋下，使雙方妥協，結果兩方的意見都被執行，阿里達烏斯被立為王，即腓力三世。同時若羅克珊娜的孩子若是男孩，也會被立為國王。雙方同意克拉特魯斯是帝國攝政，佩爾狄卡斯保留原職，而墨勒阿革洛斯則是佩爾狄卡斯的副官。 
然而，這兩位已結下樑子的將軍是不可能會和平共處，墨勒阿革洛斯也證明與佩爾狄卡斯相當不合。於是佩爾狄卡斯先製造出假像，讓墨勒阿革洛斯對自己的安危鬆懈，再掌控腓力三世。佩爾狄卡斯接著開始展開行動，他發布全軍要進行閱兵的假消息，實際上卻是要進行整肅，在他的誘導下，腓力三世當場宣布要追究先前步兵派軍官的叛亂行為，這讓步兵派軍官措手不及，其中有300名涉嫌叛亂者被殺，而墨勒阿革洛斯則是逃到神廟去尋求庇護，但最後在那裡被佩爾狄卡斯處決。

## 腳註
1. ↑  阿利安, 亞歷山大遠征記, i. 4, 14, 20, 24, ii. 8, iii. 11, 18, v. 12; 魯夫斯, Historiae Alexandri Magni, iii. 24, v. 14, vii. 27; 西西里的狄奧多羅斯, Bibliotheca, xvii. 57
2. ↑  根據查士丁的記載
3. ↑  魯夫斯, x. 6-9; 查士丁, Epitome of Pompeius Trogus, xiii. 2-4; 君士坦丁堡的弗提一世, Bibliotheca, cod. 92;狄奧多羅斯, xviii. 2

## 來源
- 威廉·史密斯，《希腊羅馬的神話和傳記辭典》,    "Meleager (1)", Boston, (1867)